# 지천사

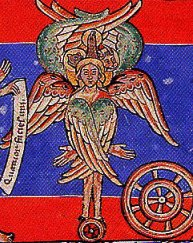
거룹을 그린 중세시대의 그림(1156년경)

지천사(智天使), 또는 커룹(가톨릭 새번역 성경), 거룹(공동번역), 그룹(개역개정)(히브리어: כְּרוּב 케루브,히브리어: כְּרוּבִים 케루빔,라틴어: chĕrub, 프랑스어: chérubin 쉐뤼방[*], 영어: cherub, 복수형 cherubim)은 구약성경과 요한 계시록에 등장하는 초자연적인 존재다. 가톨릭 신학에서는 치천사 다음인 두 번째 계급의 천사이다.

## 성경에서의 지천사
성경에서의 거룹의 묘사는 여러 가지가 있지만, 일반적으로 사람과 짐승이 합쳐진 형태의 날개달린 생물로 묘사되어 있다. 창세기 3장 24절에는 하나님이 사람을 에덴 동산에서 쫓아낸 후에 에덴 동산 동쪽에 그룹과 불칼을 두어 생명나무로 가는 길을 지키게 하였다고 적혀 있다.
출애굽기에서는 성막에 그룹을 수 놓을 것을 명하고 있다. (출애굽기 26장 1절) 솔로몬은 성전을 지을 때에 지성소 내에 올리브 나무로 두 개의 거룹을 만들었다. 이 두 거룹의 키는 10 규빗이었으며, 금으로 입히고, 날개를 맞닿은채 나란히 서 있는 형태로 만들어졌다. (열왕기상 6장 23절-28절, 출애굽기 25장 18절) 지성소는 하나님이 거하시는 곳이었기 때문에 구약성경에서는 "거룹들 사이에 계신 하나님"이라는 표현이 종종 등장한다. (이사야 37장 16절)
에스겔서에서는 다른 형태의 거룹이 등장한다. 이 거룹은 네 개의 얼굴 (사자, 소, 독수리, 사람)을 가졌으며, 인간의 손, 곧은 다리, 송아지의 발바닥을 가졌다. (에스겔 1장 5절-28절)
또한 거룹은 바퀴가 달려 있어서 방향을 틀지 않고 곧바로 진행하였으며, 네 방향 모두 눈이 가득하다고 묘사되어 있다.

## 기독교 회화에서의 지천사
동방의 기독교에서는 지천사에 대한 흔한 기술어는 "많은 눈"이다. 그림에서는 사자, 소, 독수리, 사람의 얼굴이 여섯 개의 날개의 중앙에서 밖을 바라보는 형태로 그려지며, 세라핌과 구별하기 힘든 경우도 있다. 날개는 눈으로 덮여 있는 것으로 그려지는 경우가 많다.
서방의 기독교에서는 푸티는 아기로 그려지는데, 이는 많은 교회 프레스코 벽화와 라파엘로과 같은 르네상스 화가의 작품에서 나타난다. 많은 사람들이 푸티와 그룹을 착각하는데, 푸티는 아이의 얼굴과 두 개의 얼굴만을 가지고 있어 그룹과는 다르다.

## 같이 보기
- 간다르바
- 카마데바
- 라마수